# Edi Reichart
Edi Reichart (17 febbraio 1957) è un allenatore di sci alpino ed ex sciatore alpino tedesco che gareggiò per la nazionale tedesca occidentale.

## Biografia
Specialista dello slalom gigante originario di Bad Griesbach im Rottal, Reichart colse l'unico piazzamento in Coppa del Mondo il 10 dicembre 1977 a Val-d'Isère (10º) e vinse il titolo nazionale tedesco nel 1978 e nel 1980; non prese parte a rassegne olimpiche né ottenne piazzamenti ai Campionati mondiali. Dopo il ritiro divenne allenatore prima nei quadri della Federazione sciistica della Germania, poi – dal 2005 – in quelli della Federazione bulgara, con l'incarico di direttore tecnico della nazionale.

## Palmarès

### Coppa del Mondo
- Miglior piazzamento in classifica generale: 56º nel 1978

### Campionati tedeschi
- 2 ori (slalom gigante nel 1978; slalom gigante nel 1980)[1]